# Шакиров, Нусинбек
Нусинбек Шакиров (каз. Нүсінбек Шәкіров, 1901 год, село Кривошеевка, Туркестанский край, Российская империя — дата и место смерти неизвестны) — колхозник, председатель колхоза «Доланалы» (1936—1950), Герой Социалистического Труда (1948).

## Биография
Родился в 1901 году в селе Кривошеевка (сегодня — Жамбылская область, Казахстан). В 1931 году вступил в колхоз «12 лет Октября» и в этом же году был назначен его председателем. В 1936 году колхоз «12 лет Октября» был переименован в колхоз «Доланалы» Талды-Курганской области. 26 августа 1943 года был награждён знаком «Отличник социалистического сельского хозяйства». В 1946 году был награждён медалью «За доблестный труд в Великой Отечественной войне 1941—1945 гг.».
В 1946 году колхоз «Доланалы» под руководством Нусинбека Шакирова собрал с площади 938 гектаров по 12 центнеров зерновых вместо запланированных 9,6 центнеров, превысив план на 125 %. 11 января 1947 года Нусинбек Шакиров был награждён Орденом Трудового Красного Знамени за достигнутые в 1946 году результаты колхоза «Доланалы».
В 1947 году колхоз «Доланалы» выполнил план по сбору зерновых на 144,5 %, собрав по 15,6 центнеров вместо запланированных 10,8 центнеров. За этот доблестный труд Нусинбек Шакиров был удостоен в 1948 году звания Героя Социалистического Труда.
Был председателем колхоза «Доланалы» до 1950 года.

## Награды
- Знак «Отличник социалистического сельского хозяйства» (1943);
- Медаль «За доблестный труд в Великой Отечественной войне 1941—1945 гг.» (1946);.
- Орден Трудового Красного Знамени (1947);
- Герой Социалистического Труда (1948);
- Орден Ленина (1948).